# Порторико на Светском првенству у атлетици на отвореном 2019.
Порторико је учествовао на 17. Светском првенству у атлетици на отвореном 2019. одржаном у Дохи од 27. септембра до 6. октобра седамнаести пут, односно учествовао је на свим првенствима до данас. Репрезентацију Порторика представљало је 4 атлетичара који су се такмичили у две дисциплине.,
На овом првенству такмичари Порторика нису освојили ниједну медаљу. У табели успешности према броју и пласману такмичара који су учествовали у финалним такмичењима (првих 8 такмичара) Порторико је са 1 учесником у финалу делио 55. место са 4 бода.
| Плас. | Земља     | 1. место | 2. мес. | 3. мес. | 4. мес. | 5. мес. | 6. мес. | 7. мес. | 8. мес. | Бр. финал. | Бод. |
| ----- | --------- | -------- | ------- | ------- | ------- | ------- | ------- | ------- | ------- | ---------- | ---- |
| =55.  | Порторико | 0        | 0       | 0       | 0       | 1       | 0       | 0       | 0       | 1          | 4    |

## Учесници
Мушкарци:
- Весли Васкез — 800 м
- Андрес Ароио — 800 м
- Рајан Санчез — 800 м
- Луис Кастро Ривера — Скок увис

## Резултати

### Мушкарци
| Атлетичар      | Дисциплина | Лични рекорд | Квалификације | Квалификације | Полуфинале            | Полуфинале            | Финале                | Финале       | Детаљи |
| Атлетичар      | Дисциплина | Лични рекорд | Резултат      | Место         | Резултат              | Место                 | Резултат              | Место        | Детаљи |
| -------------- | ---------- | ------------ | ------------- | ------------- | --------------------- | --------------------- | --------------------- | ------------ | ------ |
| Весли Васкез   | 800 м      | 1:43,83 НР   | 1:45,47 КВ    | 3. у гр. 5    | 1:43,96 КВ            | 1. у гр. 1            | 1:44,48               | 5 / 44 (46)  |        |
| Андрес Ароио   | 800 м      | 1:44,96      | 1:46,75       | 5. у гр. 6    | Нису се квалификовали | Нису се квалификовали | Нису се квалификовали | 29 / 44 (46) |        |
| Рајан Санчез   | 800 м      | 1:44,82      | 1:54,46       | 7. у гр. 3    | Нису се квалификовали | Нису се квалификовали | Нису се квалификовали | 42 / 44 (46) |        |
| Хавијер Кулсон | Скок увис  | 2,30         | 2,26 кв       | 6. у гр. А    |                       |                       | 2,19                  | 12 / 30 (31) |        |